# Dieter Wellmann (Fechter)
Dieter Wellmann (* 7. Dezember 1942 in Sächsisch-Regen, Siebenbürgen) ist ein ehemaliger deutscher Fechter, der sowohl mit dem Florett als auch mit dem Säbel an Olympischen Spielen teilnahm. 
Der für den OFC Bonn fechtende Dieter Wellmann belegte bei den Deutschen Fechtmeisterschaften 1964 mit dem Säbel den zweiten Platz hinter Walter Köstner. Bei den Olympischen Spielen 1964 in Tokio starteten ausschließlich Fechter aus der Bundesrepublik in der gemeinsamen deutschen Mannschaft. Im Mannschaftswettbewerb der Florettfechter belegte die Equipe mit Dieter Wellmann, Jürgen Brecht, Eberhard Mehl, Tim Gerresheim und Jürgen Theuerkauff den fünften Platz. Nachdem Wellmann im Säbel-Einzel den achten Platz belegt hatte, erreichte die Säbel-Equipe mit Wellmann, Theuerkauff, Köstner, Klaus Allisat und Percy Borucki den sechsten Rang.
1965 und 1967 war Wellmann Dritter bei den deutschen Meisterschaften mit dem Säbel. Die Säbel-Equipe des OFC Bonn gewann von 1964 bis 1971 den Titel. Bei den Olympischen Spielen 1968 startete Wellmann mit dem Florett. Nachdem er im Einzel in der zweiten Runde ausgeschieden war, erreichte die Florett-Equipe mit Friedrich Wessel, Wellmann, Brecht, Theuerkauff und Gerresheim den sechsten Platz.
Bei den Deutschen Meisterschaften 1972 gewann Wellmann mit dem Florett seinen einzigen Einzeltitel. Bei den Olympischen Spielen 1972 belegte die deutsche Florett-Equipe mit Erk Sens-Gorius, Harald Hein, Klaus Reichert, Friedrich Wessel und Dieter Wellmann den fünften Platz. Die Säbel-Equipe mit Knut Höhne, Paul Wischeidt, Walter Convents, Volker Duschner und Wellmann unterlag im Viertelfinale gegen die Sowjetunion und belegte den geteilten siebten Platz.